# اليد السوداء
اليد السوداء (Black Hand) تنظيم سرى تأسس في عام 1911 في صربيا من قبل الضباط السريين الذين قتلو الملك الكسندر والملكة دراغا في بلغراد سنة 1903، تهدف الجمعية إلى توحيد الدول التي يعيش فيها الصرب بما فيها البوسنة والهرسك. ومن إهدافها أنها تكونت لمحاربة الاحتلال النمساوي - المجري وكانت من عملياتها فتيل اشعال للحرب العالمية الكبرى. ومن أشهر العمليات التي قاموا بها وكانت السبب في اشعال فتيل الحرب العالمية الأولى هي عملية اغتيال الارشيدوق فرانتس فيرديناند ولي عهد إمبراطورية النمسا وزوجته صوفي شوتيك في سراييفو بالبوسنة والهرسك.تم ترتيب الخطة من قبل الكولونيل ديميتريفتش مدير الاستخبارات الصربية والذي كان انذاك زعيم الجمعية، حيث كلف ديميتريفتش بعض الشباب المتطرفين بالسفر إلى سراييفو وزودهم بالقنابل والمسدسات وعلمهم على استعمالها.
في ظهر يوم الثامن والعشرون من حزيران وصل الأرشيدوق وزوجته إلى سراييفو وكان المجموعة المكلفة في اغتياله ينتظرونه في شارع فرانس جوزيف، فور وصوله أطلق طالب صربي (غافريلو برينسيب) رصاصتين على الأرشيدوق وزوجته وتوفيا بعد ربع ساعة فقط.
أيضا تكونت في مصر جماعة لمحاربة الاحتلال الإنجليزي اقتبست الاسم في سنة 1919 الجماعة التي روعت الوزراء بالرسائل واغتالت عدداً من المسئولين الإنجليز والضباط أخذتها حركة 6 أبريل في مصر شعار لها.

## الخلفية

### مؤامرة مجموعة أبيس وانقلاب مايو
أنشأت مجموعة من الضباط برئاسة العقيد دراغوتين ديمتريجيفيتش المعروف بـ «أبيس» في أغسطس 1901، مجموعة مؤامرة سرية (سُميت باليد السوداء) ضد الأسرة الحاكمة. عُقد الاجتماع الأول في 6 سبتمبر 1901. حضر الاجتماع العديد من القادة والنقباء مثل رادومير أرانجيلوفيتش وميلانو ف. بتروفيتش ودراغوتين ديميترييفيتش، وكذلك الملازمون، أنتونيي أنتيتش ودراغوتين دوليتش وميلانو مارينكوفيتش ونيكوديجي بوبوفيتش. وضعوا خطة لقتل الزوجين الملكيين الملك ألكسندر الأول أوبرنوفيتش والملكة دراغا. قاد العقيد أبيس شخصيًا مجموعة ضباط الجيش الذين قتلوا الزوجين الملكيين في القصر القديم في بلغراد ليلة 28/29 مايو 1903 (تقويم العصر القديم).

### نارودنا أودبرانا
في 8 أكتوبر 1908، وبعد يومين فقط من ضم النمسا للبوسنة والهرسك، عقد بعض الوزراء والمسؤولين والجنرالات الصربيين اجتماعًا في قاعة المدينة في بلغراد. أسسوا جمعية شبه سرية سُميت نارودنا أودبرانا («الدفاع الوطني»)، التي ساعدت الحركة الصربية على التركيز والتنظيم. كان هدف المجموعة تحرير الصرب من الاحتلال النمساوي المجري. قاموا أيضًا بدعاية معادية للنمسا ووظفوا جواسيس ومخربين داخل الأقاليم المحتلة. شُكلت مجموعات الجواسيس في كل من سلوفينيا والبوسنة والهرسك وإستريا. ارتبطت المجموعة البوسنية ارتباطًا وثيقًا بالمجموعات المحلية للنشطاء من عموم الصرب مثل حركة ملادا بوسنا («البوسنة الشابة»).

## التأسيس
تأسس تنظيم اليد السوداء السري في بداية مايو 1911، وُقع على الدستور الأصلي للمنظمة في 9 مايو. كتب ليوبا شوبا وبوغدان رادينكوفيتش وفوييسلاف تانكوسيتش دستور المنظمة. كان الدستور مماثلًا لدستور الجمعيات الوطنية الألمانية السرية الشبيهة بالمنظمة وكاربونيريا الإيطالية. ذُكرت المنظمة في البرلمان الصربي في أواخر عام 1911 باسم «اليد السوداء». بحلول عام 1911-1912، أقامت منظمة نارودنا أودبرانا علاقات مع اليد السوداء، وأصبح الاثنان «يعملان سويًا بالإضافة إلى دمجهما للعضوية».

## 1911-1913
استخدمت المنظمة مجلة بيغمونت (الاسم الصربي بييمونتي، وهي المملكة التي قادت عملية توحيد إيطاليا، تحت قيادة سلالة آل سافوي الملكية) لنشر أفكارها. تأسست المجلة من قبل ليوبومير س.جوفانوفيتش المعروف باسم ليوب تشوبا في أغسطس 1911. ارتكب تنظيم اليد السوداء العديد من المذابح والمحارق وعمليات النهب ضد المدنيين الألبان في كوسوفو مع زحف الجيش الصربي في 1912-1913.

## 1914
كان هناك المئات من الأعضاء التابعين للتنظيم بحلول عام 1914، وكان الكثير منهم من ضباط الجيش الصربي. تحقق هدف توحيد الأراضي التي يسكنها الصرب من خلال تدريب مقاتلي حرب العصابات والمخربين. نُظمت اليد السوداء على مستوى القاعدة الشعبية ب3 إلى 5 خلايا أعضاء، تحت إشراف لجان المقاطعات واللجنة المركزية في بلغراد، والتي قادتها اللجنة التنفيذية المكونة من عشرة أعضاء برئاسة العقيد دراغوتين ديميتريفيتش «أبيس»، بشكل أو بآخر. لضمان السرية، نادرًا ما يعرف الأعضاء أكثر من أعضاء خليتهم بالإضافة إلى واحد في رتبة أعلى منهم. أقسم الأعضاء الجدد اليمين:
«أنا... من خلال الدخول إلى هذه الجماعة، أقسم بموجب هذا بالشمس التي تلمع فوقي، بالأرض التي تغذيني، بالله، بدم آبائي، بشرفي وحياتي، أنني من هذه اللحظة فصاعدًا وحتى موتي، سأخدم مهمة هذه المنظمة بإخلاص وسأكون مستعدًا في جميع الأوقات لتحمل أي تضحية من أجلها. أقسم بالله، بشرفي وحياتي، أنني سأتحمل جميع تأثيرات أوامر المنظمة وقوانينها دون قيد أو شرط. أقسم بالله، بشرفي وحياتي، سأحتفظ بكل أسرار هذه المنظمة مع نفسي وأحملها معي إلى قبري. ليكن الله وإخوتي في هذه المنظمة حكامي إذا فشلت في المحافظة على هذا القسم في أي وقت». 
سيطرت اليد السوداء على أعمال نارودنا أودبرانا الإرهابية، وعملت على إخفاء أي تمييز بين المجموعتين عمدًا، مراهنة على هيبة وشبكة المنظمة القديمة. شغل أعضاء اليد السوداء المواقع الهامة في الجيش والحكومة وكان ألكسندر الأول ملك يوغسلافيا، داعمًا ماليًا متحمسًا للمنظمة. كان للمجموعة تأثير على تعيين وسياسة الحكومة وكانت الحكومة الصربية على دراية جيدة بأنشطة اليد السوداء. كانت العلاقات الودية بالإضافة إلى ذلك جيدة إلى حد ما بحلول عام 1914. لكن كانت اليد السوداء مستاءة من رئيس الوزراء نيكولا باشتش، إذ ظنوا أن قراراته لم تكن حازمة كفاية تجاه قضية تحرير الصرب، لذلك انخرطوا في صراع مرير حول السلطة في ما يتعلق بالعديد من القضايا، مثل من سيسيطر على الأراضي التي استولت عليها صربيا في حروب البلقان. عند هذه النقطة، كان الاختلاف مع قرارات اليد السوداء أمرًا خطيرًا، نظرًا لكون القتل السياسي أحد أدواتهم.
قرر أبيس في عام 1914 أنه يجب اغتيال الأرشيدوق فرانتس فرديناند، وريث النمسا، الذي كان يحاول تهدئة الصرب، لمنع حدوث أي ثورة. ولتحقيق هذه الغاية، يُزعم أنه قد جُند ثلاثة شباب من صرب البوسنة لقتل الأرشيدوق. وقد دُربوا بالتأكيد على رمي القنابل والرماية من قبل الأعضاء الحاليين والسابقين في الجيش الصربي. هُرب كل من غافريلو برينسيب ونيديليكو كابرينوفيك وتريفكو غاربيز عبر الحدود عائدين إلى البوسنة عبر سلسلة شبيهة بالسكك الحديدية تحت الأرض. يبدو أن قرار قتل الأرشيدوق قد ذُكر قبل أن يقترحه أبيس، ولكن لم تُصادق عليه اللجنة التنفيذية بكامل أعضائها (على افتراض تورط أبيس في القرار، وهو سؤال لا يزال محل خلاف). ربما أدرك المتورطون أن مؤامرتهم ستؤدي إلى حرب بين النمسا وصربيا، وكان لديهم كل سبب لتوقع وقوف روسيا إلى جانب صربيا ومساعدتها. لكنهم على الأرجح لم يتوقعوا أن الاغتيال سيبدأ بسلسلة من الأحداث من شأنها شن الحرب العالمية الأولى. لم يكن بعض أعضاء الحكومة والمجلس التنفيذي لليد السوداء على ثقة من حصولهم على المساعدات الروسية. وخذلتهم روسيا بالفعل بعد ذلك. وحين تسرب خبر المؤامرة، حسب ما زُعم إلى قيادة تنظيم اليد السوداء والحكومة الصربية (إذ علم باشتش، رئيس الوزراء، قطعًا بشأن تهريب رجلين مسلحين عبر الحدود، ولكن ليس واضحًا ما إذا كان باشتش على علم بخطة الاغتيال)، وصلت الأوامر لآبيس بألا ينفذ الأمر. ويُحتمل أنه حاول إيقاف القتلة الشباب على الحدود، لكنهم عبروا بالفعل. وتقول مصادر أخرى إن محاولة «استدعائهم» بدأت فقط بعد وصول القتلة إلى سراييفو. ويبدو أن طريقة «استدعائهم هذه» جعلت أبيس يبدو متهورًا ولينًا، وأظهرت القتلة الشباب متعصبين مستقلين. في الواقع، كان حدث «استدعائهم» قبل أسبوعين من زيارة الأرشيدوق. بقي القتلة في سراييفو لمدة شهر، ولم يفعل أحد المزيد لإيقافهم.

## الإيديولوجية
تضمنت المجموعة مجموعة من التوقعات الإيديولوجية، من ضباط الجيش ذوي العقول التآمرية إلى الشباب الساعين للمثالية، الذين يميلون في بعض الأحيان إلى الفكر الجمهوري، على الرغم من الاقتناع بالدوائر الملكية القومية في أنشطتهم (كان قائد الحركة، العقيد دراغوتين ديميتريجيفيتش أو «أبيس»، عنصرًا محوريًا في انقلاب يونيو 1903 الذي أوصل الملك بيتار كاراجورسيفيتش إلى العرش الصربي بعد 45 عامًا من حكم سلالة أوبرنوفيتش المنافسة). استُنكرت المجموعة باعتبارها عدمية من قبل الصحافة النمساوية المجرية، وبمقارنتها بإرادة الشعب الروسي (نارودنايا فوليا) وفيلق الاغتيال الصيني.

## طالع أيضًا
- دولت فهمي